# Aeroport Internacional Indira Gandhi
L'Aeroport Internacional Indira Gandhi (codi IATA: DEL, codi OACI: VIDP) és el principal aeroport internacional que serveix a Delhi, la capital de l'Índia, i al Territori de la Capital Nacional (NCT en anglès).
L'aeroport, que ocupa una superfície de 2.066 hectàrees, està situat en Palam, Delhi, a 15 km al sud-oest de l'estació de tren de Nova Delhi i a 16 km del centre de la ciutat. Porta el nom d'Indira Gandhi (1917-1984), l'antiga primera ministra de l'Índia, i és l'aeroport més actiu de l'Índia en termes de trànsit de passatgers des del 2009. També és el més actiu del país en termes de trànsit de càrrega, superant a Bombai a finals del 2015.
En l'actualitat, és un dels aeroports més actius del món per trànsit de passatgers. És el segon aeroport més actiu del món per capacitat de seients, amb una capacitat de 3.611.181 seients, i l'aeroport més actiu d'Àsia per trànsit de passatgers, amb gairebé 37,14 milions de passatgers en 2021.

## Estadístiques
See source Wikidata query and sources.

## Connectivitat

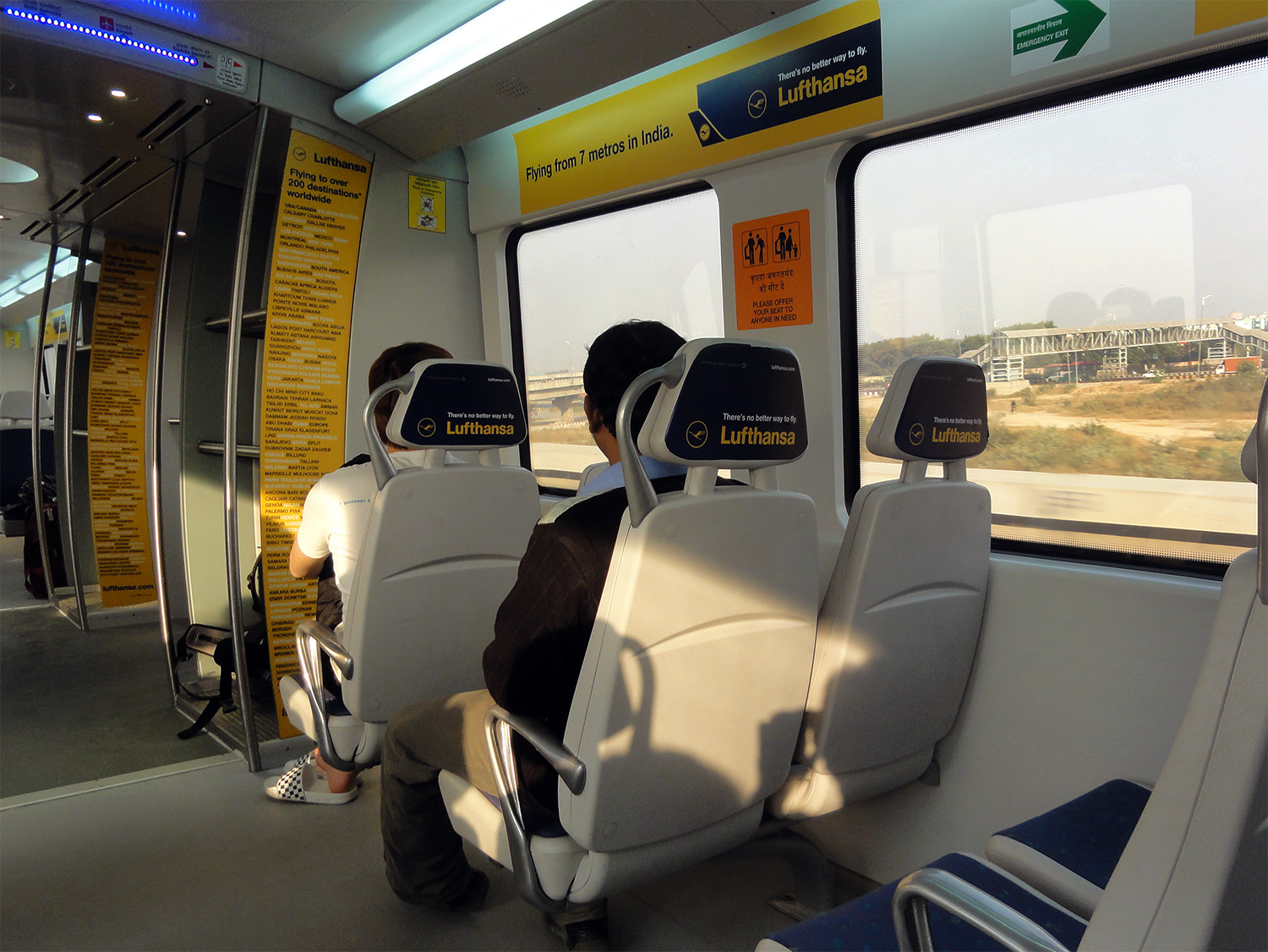
Tren exprés de l'aeroport del metro de Delhi

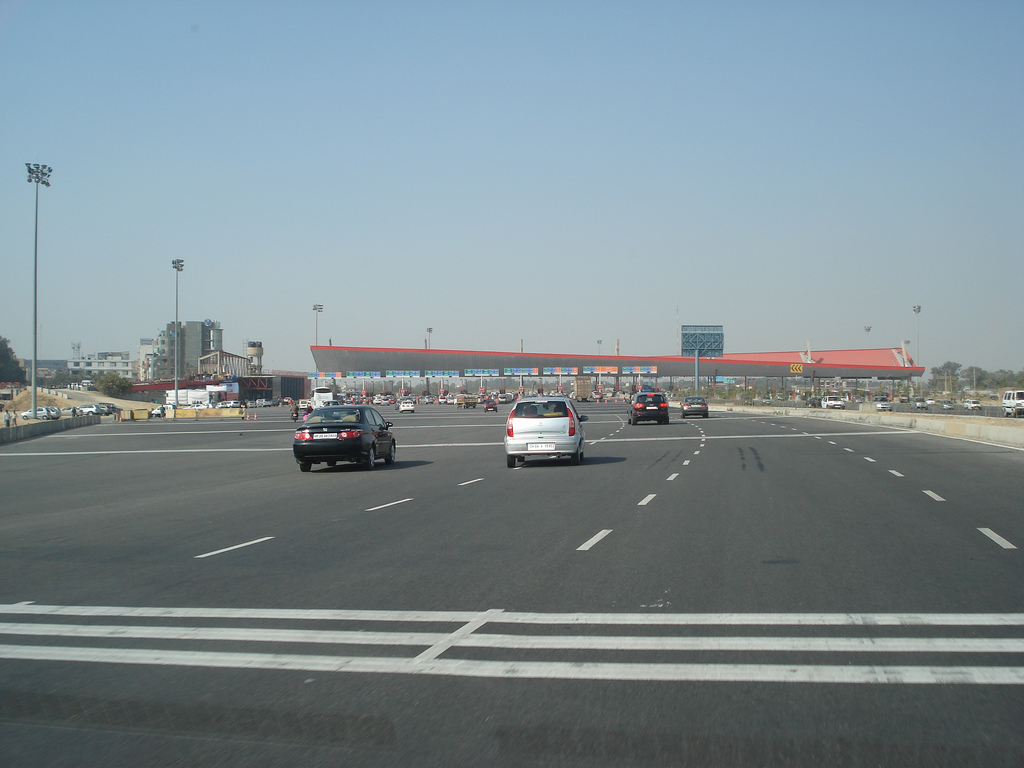
Autopista Delhi Gurgaon

### Tren
L'estació de tren més pròxima és la de Palam, situada a 4,8 quilòmetres i 12 quilòmetres de les terminals 1 i 3 respectivament. Diversos trens de passatgers circulen regularment entre aquestes estacions. L'estació de tren de Shahabad Mohammadpur està igualment a prop.
Les terminals 2 i 3 de l'aeroport compten amb l'estació de metro IGI Airport de la línia taronja del metro de Delhi. La línia, de 22,7 km, va des del sector 21 de Dwarka fins a l'estació de metro de Nova Delhi, amb trens que circulen cada 10 minuts. L'estació de metro Terminal 1-IGI Airport de la línia Magenta dona servei a la Terminal 1.

### Carretera
L'aeroport està connectat per l'autopista Delhi-Gurgaon de 8 carrils, la ruta interurbana més transitada de l'Índia. Els autobusos de pis baix amb aire condicionat operats per la Corporació de Transport de Delhi (DTC) circulen regularment entre l'aeroport i la ciutat. També hi ha taxis des de les terminals 1 i 3 a totes les zones de Delhi.